# 5122 Mucha
5122 Mucha è un asteroide della fascia principale. Scoperto nel 1989, presenta un'orbita caratterizzata da un semiasse maggiore pari a 2,5886860 au e da un'eccentricità di 0,1995404, inclinata di 12,75300° rispetto all'eclittica.
L'asteroide è dedicato al pittore ceco Alfons Mucha.